# Blima (pera)
Blima es el nombre de una variedad cultivar de pera europea Pyrus communis. Esta pera está cultivada en la colección de la Estación Experimental Aula Dei (Zaragoza). Esta pera también está cultivada en diversos viveros entre ellos algunos dedicados a conservación de árboles frutales en peligro de desaparición. Esta pera está muy difundido su cultivo en España, originaria de la comunidad de Principado de Asturias, en concreto este ejemplar fue recolectado en la zona de Oviedo, donde tuvo su mejor época de cultivo comercial en la década de 1960, y actualmente en menor medida aún se encuentra.

## Sinonimia
- "Pera Blima 678".[8][9][10]

## Historia
'Blima' está considerada incluida en las variedades locales autóctonas muy antiguas, cuyo cultivo se centraba en comarcas muy definidas. Se caracterizaban por su buena adaptación a sus ecosistemas y podrían tener interés genético en virtud de su adaptación. Se encontraban diseminadas por todas las regiones fruteras españolas, aunque eran especialmente frecuentes en la España húmeda. Estas se podían clasificar en dos subgrupos: de mesa y de cocina (aunque algunas tenían aptitud mixta).
'Blima' es una variedad clasificada como de mesa, difundido su cultivo en el pasado por los viveros comerciales y cuyo cultivo en la actualidad se ha reducido a huertos familiares y jardines privados.

## Características
El peral de la variedad 'Blima' tiene un vigor medio; florece a inicios de mayo; tubo del cáliz pequeño, en embudo cónico con conducto estrecho y largo, que a veces casi se comunica con el eje del corazón, y con pistilos verdes.
La variedad de pera 'Blima' tiene un fruto de tamaño medio; forma variable, tanto piriforme, como piriforme alargada, o turbinada u oblonga, con cuello poco marcado, asimétrica, y contorno irregularmente redondeado; piel fina, lisa y brillante, recubierta de punteado fuerte y basto de ruginoso-"russeting"; con color de fondo no apreciable, pues está totalmente bronceado, anaranjado, sin dejar ver el color del fondo, presentando punteado muy grande, irregular, muy abundante, ruginoso-"russeting", bronceado grisáceo, "russeting" (pardeamiento áspero superficial que presentan algunas variedades) muy fuerte; pedúnculo de longitud corto o medio, o medio grueso, leñoso, ligeramente engrosado en su extremo, algo carnoso en la base, con ruginoso-"russeting" rojizo, con iniciación de yemas, recto, implantado ligeramente oblicuo, cavidad del pedúnculo nula o muy estrecha y superficial; anchura de la cavidad calicina estrecha, poco profunda, con borde irregular; ojo mediano, abierto; sépalos coriáceos, ennegrecidos, extendidos, base ligeramente prominente.
Carne de color blanco amarillento; textura medio firme, granulosa junto al corazón, muy jugosa; sabor característico de la variedad, aromático,  muy refrescante, bueno; corazón pequeño o medio, mal delimitado. Eje abierto, lanceolado, interior lanoso, a veces comunicado en la parte alta con las celdillas. Celdillas muy grandes, deprimidas. Semillas de tamaño grandes, elípticas, semiglobosas, punto de inserción muy ancho, gelatinosas, de color castaño rojizo, no uniforme.
La pera 'Blima' tiene una época de maduración y recolección muy tardía en invierno. Se usa como pera de mesa fresca, y en cocina para hacer jaleas.